# Акварел (дует)
„Акварел“ е български вокален поп дует, създаден през 1981 г.
Антоанета Ампова - вокал, Кирил Ампов – вокал, композитор
Първият запис е на песента „Любовта, тази стара шега“, а най-голям успех има версията „Лято“ по „Sweet dreams“ на групата Юритмикс. За дуета са характерни лиричните песни в стил кънтри.